# Palača volilnega kneza, Koblenz
Palača volilnega kneza (nemško: Kurfürstliches Schloss) v Koblenzu v Nemčiji, ki je bila rezidenca zadnjega nadškofa in volilnega kneza iz Trierja, Clemensa Venčeslava Saškega, je naročil gradnjo v poznem 18. stoletju. Sredi 19. stoletja je imel v njej svoje uradno prebivališče pruski prestolonaslednik (pozneje cesar Viljem I.), takrat kot vojaški guverner province Porenje in pokrajine Vestfalija. Zdaj je urejena za različne urade zvezne vlade.
Palača volilnega kneza je ena izmed najpomembnejših primerov zgodnje francoske neoklasicistične velike hiše v jugozahodni Nemčiji in s palačo Wilhelmshöhe v Kasslu, škofovsko palačo v Münstru in palačo Ludwigsburg, ena zadnjih palač zgrajenih v Nemčiji pred francosko revolucijo. Od leta 2002 je bila del Unescove svetovne dediščine Zgornja srednja dolina Rena  in je tudi zaščitena kulturna dobrina v skladu s Haaško konvencijo.

## Zgradba
Palača je sestavljena iz pravokotne glavne stavbe (Corps de Logis), ki poteka v smeri sever-jug, v smeri vzporedno z bližnjim bregom Rena in dveh polkrožnih kril, ki se raztezata od te na levo in desno s pogledom na mesto in obdajata velik zunanji prostor (Schlossvorplatz). Glavna stavba je pretežno vodoravno členjena; pet od 39 osi je poudarjenih z izstopajočimi arkadami. V središču fasade, ki je obrnjena proti mestu je portik z osmimi stebri visokimi do strehe. Na rečni strani ima osrednji del šest stebrov, nad katerimi je relief, ki ga je izdelal kipar Sebastian Pfaff in prikazuje alegorijo Rena in Mozele, grb vovlilnega kneza, leve, ki simbolizirajo suverenost in simbole nadškofije ter moč knezoškofa Trierja. Stranski krili, ki so jih obnovili do višine dveh nadstropij leta 1950, sta neartikulirani. 
Pri naročilu relativno neokrašene in neprijazne zgradbe francoskim arhitektom, je Clemens Venčeslav prekinil s prejšnjo tradicijo v arhitekturi Koblenza, to je francoskim in nemškim barokom. Zgrajena je bila kot prebivališče in mestna palača. Glede na lego na bregu Rena, je zasnovana kot del rečne pokrajine, sobe so urejene tako, da se iz vsakega čuti pokrajina. Od vhoda s pogledom na mesto, pot vodi skozi vežo in vrtne sobe na vrt na bregu. Sobe na južni in vzhodni strani ponujajo impresiven pogled na Srednjo dolino Rena. Uveljavljanje pokrajine je odgovor na željo Clemensa Venčeslava. Veliko območje dvorišča, ki ga obkrožata krili s kolonadami se zgleduje po nekaterih starejših predhodnikih: stebrišče Trga svetega Petra v Rimu, Nove palače v Bayreuthu in gradu Schwetzingen.
Na vrtu za palačo je od 1854 kip Johanna Hartunga iz peščenjaka z upodobitvijo alegoričnih figur Oče Ren in mati Mozela.

## Zgodovina

### Konstrukcija
Stara rezidenca knezoškofa, grad Philippsburg v Ehrenbreitsteinu, je nujno potrebovala popravilo in z vidika novega knezoškofa, ki je bil član Saško-poljske kraljeve družine, ni bila primerna. Po dolgotrajni razpravi so lastnike prepričali o potrebi po novi zgradbi in se dogovorili za plačilo. Zgradba je bila dokončno zgrajena 1777-1793 v novem delu Koblenza imenovanem Neustadt. Glavni arhitekt je bil pariški Pierre Michel d'Ixnard, ki je že oblikoval več stavb v južni Nemčiji. Prvi osnutek načrta iz leta 1776 je predvideval obliko podkve usklajeno z reko in proti severu, s pogledom na staro mestno jedro; verjetno na zahtevo Clemensa Venčeslava, je d'Ixnard spremenil lokacijo in orientacijo. Vendar pa je po kritiki njegovega načrta, naročil poročilo na Akademiji arhitektov v Parizu, ki je potrdila nekaj kritik. 18. decembra 1779 ga je na priporočilo akademije nadomestil drug francoski arhitekt Antoine-François Peyre mlajši, čigar spremenjen načrt je bil predložen leta 1780, z manjšo in enostavnejšo strukturo, ki je bila nato zgrajena. Zunanjost je bila dopolnjena leta 1784.
Do leta 1787 je notranjost in pohištvo izdeloval François Ignacea Mangin in najprej izvedeno dvorišče s štukaturnim mojstrom Henckelom in dvornim kiparjem iz Mainza Johannom Sebastianom Pfaffom. Januarius Zick je bil odgovoren za stropne freske. Gradbeni nadzorniki so bili Johann Andreas Gartner iz Dresdna, arhitekt Festungsschirrhof iz Koblenza (poškodovane v drugi svetovni vojni in kasneje porušene; zdaj stran od Reichenspergerplatz) in očeta münchenškega arhitekta Friedricha von Gärtnerja, ki se je rodil v Koblenzu.
23. novembra 1786 sta se Clemens Venčeslav in njegova sestra Maria Kunigunde Saška, princesa-opatinja Essna, preselila v novo palačo. Leto kasneje je bilo nedaleč odprto novo gledališče. Banketno dvorano in palačno kapelo so zaključili nazadnje v letu 1792. Clemens Venčeslav, sprva odprt za reforme, je po francoski revoluciji preklical vse reforme in uvedel strogo oblast. Bil je stric francoskega kralja Ludvika XVI; ta je ponudil zatočišče bežečim francoskim izseljencem in članom francoskega dvora, zlasti v palači Schönbornslust, tik pred vrati Koblenza. Koblenz je s tem postal francoski kraljevi center.

### Francoska zasedba
Med vojno prve koalicije je francoska revolucionarna armada na koncu prisilila Clemensa Venčeslava, da je 7. oktobra 1794 pobegnil. Dva tedna kasneje so Francozi pod vodstvom generala Françoisa Severina Marceau-Desgraviersa zasedli Koblenz. Knezoškofi iz Trierja so prenehali obstajati in ob koncu leta 1801 bili aneksirani k Franciji. Tudi zato ni bilo mogoče dokončati notranjosti palače. Pred odhodom je Clemens Venčeslav kar je lahko, naložil na ladje in odpeljal v Augsburg. Nekateri kosi so bili prodani na dražbi po njegovi smrti; velik del pohištva iz sprejemnih prostorov iz palače v Koblenzu je ostalo v gradu Johannisburg v Aschaffenburgu, v dvorcu Nymphenburg v Münchnu, v Münchenški rezidenci, Landshut rezidenci in v Novi rezidenci v Bambergu. 
Po Clemens Venčeslavovem odhodu, so palačo začasno uporabljali kot vojaško bolnišnico (ruska vojaška bolnišnica, po Napoleonovem umiku iz Moskve in Ruski osvoboditvi Koblenza izpod Francozov) in je leta 1815, ko je prešla v posest Prusije, postala vojašnica.

### Pruska oblast
Od leta 1823 do 1842 je bila palača volilnega kneza sedež različnih vladnih uradov in sodišč v pruske province Porenje. V pritličju je bil sedež višjega predsednika (Oberpräsident), guvernerja province, od leta 1846 do 1911 ko se je preselil v posebej zgrajeno zgradbo tik ob palači. Garda za mesto Koblenz je bila nastanjena do leta 1918 ob koncu južnega krila polkrožne zgradbe.
Med letoma 1842 in 1845 je notranje prostore preoblikoval Johann Claudius von Lassaulx po projektu Friedricha Augusta Stülerja, ker je bila palača določena za uradno bivališče članov pruske kraljeve družine, kadar je bila na obisku v Porenju; kraljevi prostori so bili v prvem nadstropju.
Od 1833 do 1852 so na razgledni stolp južnega krila namestili signalne naprave, ki so predstavljale eno od končnih postaj (postaja 61) pruske optične telegrafske linije med Berlinom, Kölnom in Koblenzem. Tako je bil v palači nastanjen urad za nadzor zahodnega dela linije.
Od leta 1850 do 1858 je princ Viljem, kasneje Viljem I., prebival v palači s svojo ženo Avgusto medtem ko je služil kot vojaški guverner province Porenje in pokrajine Vestfalija. Prvi del Renske promenade, ki jo je zasnoval Peter Joseph Lenné in so jo kasneje poimenovali Kaiserin Augusta, je ustvaril na njeno prigovarjanje.

### Dvajseto stoletje
Do izbruha prve svetovne vojne leta 1914 so palačo še vedno pogosto obiskovali pripadniki pruske kraljeve hiše, nato cesarske družine.  Po vojni so bile v njej nastanjene različne vladne službe do leta 1923, ko je bil po razglasitvi separatistične renske republike imenovan ministrski predsednik Josef Friedrich Matthes, kar je trajalo do 9. februarja 1924.
V času nacizma je na velikem dvorišču nastalo Thingplatz gledališče v obliki amfiteatra. To je bil eden prvih od 400 načrtovanih. 16. junija 1934 so slovesno položili temeljni kamen in gledališče 24. marca 1935 predali namenu.  Gledališče, oval dol 100 m in širok 70 m ter približno 5 metrov globok, je bilo izdelano s pomočjo 16.000 bazaltnih stebrov, imelo je 20.000 sedišč in lahko sprejelo nadaljnjih 80.000 gledalcev v okoliških območjih na prostem. Postavitev je vključevala ledeniško skalo in pod vhodom palače, spominsko jama. Moto gledališča je bilo Leuchte, scheine goldene Sonne über dies befreite Land (svetloba, iskrivo zlato sonce na osvobojenem zemljišč) in rog, ki je bil nameščen na streho palače, ki je zvenel dvakrat na dan. Zvok se je slišal do 5 km daleč. Koblenzov Thingplatz naj bi uporabljali za mistične obrede, zlasti ob poletnem solsticiju.  Vendar pa je zanimanje za gibanje Thingspiel hitro popustilo, in že ob koncu leta 1937 so reorganizirali in preoblikovali prizorišče kot preprost teren za parade. Po drugi svetovni vojni je so sem navozili material od bombardiranja mesta. 
Med drugo svetovno vojno je bil kompleks palače leta 1944 bombardiran. Obnovili so jo leta 1950-51, zunanjost pa natančno rekonstruirali s pomočjo prvotnega načrta in notranjost končali v slogu 1950-ih, razen nekaj prostorov v centru, ki so bili obnovljeni v klasicističnem slogu prvotne palače: veliko stopnišče, vhodna dvorana, sprejmna dvorana (zdaj znana kot dvorana ogledal ali Kurfürstensaal (dvorana volilnega kneza) in vrtna soba. Organizirali so razpis za izbor likovnih del za te sobe. Stopnišče je bilo v pritličju okrašena s kipom Emila Kriegerja z naslovom Kore, o spominu na Evropa na biku Otta Rumpfa in Konj in jezdec Wernerja Meurerja, v prvem nadstropju z nišnimi slikami Edvarda Franka, Rolfa Müller-Landaua, kjer so alegorične slike za niše v južni dvorani, dve slike v severni veži vrtne sobi so Edgara Ehseja in mozaik na eni steni velikega stopnišča je podpisan E. K., verjetno Eugen Keller. Izbirna komisija se je poskušala čim bolj približati prvotnemu stanju. Vključno pri izbiri barve, vendar dela odražajo obdobje njihovega nastanka. Edina ohranjena zgodovinska notranjost je del preddverja sedaj uničene palačne kapele, na koncu severnega polkrožnega krila. Obe krili sta bili obnovljeni v poenostavljeni sodobni obliki, le z odtisom originalov.
Stavba na začetku služila kot sedež urada zavezniških varnostnih sil (Allied Security Office).  Leta 1960 je bila stavba prodana Zvezni republiki Nemčiji, deželi Porenje-Pfalška, ki ga je podedoval leta 1946 kot pravni naslednik Prusije. Leta 1998 je bila ponovno obnovljena in zunanjost pobarvana v tradicionalni oker in škrlatno rdeči barvi pruskih utrdb in palač, po barvni shemi 18. stoletja: temno sive stene in sive arhitekturne podrobnosti. V Palači so trenutno nameščene pisarne za različne veje zvezne vlade.
Oktobra 2008 so, med izkopavanjem za podzemno garažo pred palačo, našli zgodnje rimsko obrtniško naselje.  Niz stopnic, 100 m širok, je namenjen sedenju, in je bil zgrajen na bregu za palačo v letu 2009.